# Papyrus 111
Papyrus 111 (nach Gregory-Aland mit Sigel {\displaystyle {\mathfrak {P}}}111 bezeichnet) ist eine frühe griechische Abschrift des Neuen Testaments. Dieses Papyrusmanuskript enthält Teile des Lukasevangeliums. Der verbleibende Text besteht nur aus schlecht erhaltenen Fragmenten und umfasst die Verse 17,11–13; 17,22–23.

## Beschreibung
Mittels Paläographie wurde es vom INTF auf das 3. Jahrhundert datiert. Comfort ordnet es in die erste Hälfte des 3. Jahrhunderts ein.  Die Handschrift wird zurzeit in den Räumen der Papyrologie der Bodleian Art, Archaeology and Ancient World Library in Oxford unter der Nummer P. Oxy. 4495 aufbewahrt.

## Text
Der griechische Text des Kodex repräsentiert den Alexandrinischen Texttyp.
In Lukas 17,12 findet sich die Lesart oder Textvariante:
απηντησαν – so auch in {\displaystyle {\mathfrak {P}}}75, in anderen Quellen steht υπηντησαν.
In Lukas 17,22 findet sich:
του επιθυμησαι (zu wünschen) – ebenso wie Codex Bezae, f13, 157. Andere Textzeugen haben οτε επιθυμησητε (wenn [ihr] wünscht).

### Abbildungen
- P.Oxy.LXIV 4496 von der Papyrologie auf Oxford’s "POxy: Oxyrhynchus Online"
- Bild von {\displaystyle {\mathfrak {P}}}111 recto
- Bild von {\displaystyle {\mathfrak {P}}}111 verso

### Offizielle Registrierung
- „Fortsetzung der Liste der Handschriften“ Institut für Neutestamentliche Textforschung, Universität Münster. (PDF-Datei; 147 kB)